# Comté de Bannock
Le comté de Bannock est un comté des États-Unis situé dans l’État de l'Idaho. En 2000, la population était de 75 565 habitants. Son siège est Pocatello. Le comté a été créé en 1893 et nommé en l'honneur d'une tribu amérindienne, les Bannocks.

## Géolocalisation
|                | Comté de Bingham |                   |
| Comté de Power | Comté de Bannock | Comté de Caribou  |
| Comté d'Oneida |                  | Comté de Franklin |

## Démographie
| 1900   | 1910   | 1920   | 1930   | 1940   | 1950   |
| ------ | ------ | ------ | ------ | ------ | ------ |
| 11 702 | 19 242 | 27 532 | 31 266 | 34 759 | 41 745 |

| 1960   | 1970   | 1980   | 1990   | 2000   | 2010   |
| ------ | ------ | ------ | ------ | ------ | ------ |
| 49 342 | 52 200 | 65 421 | 66 026 | 75 565 | 82 839 |

| 2020   | - | - | - | - | - |
| ------ | - | - | - | - | - |
| 87 018 | - | - | - | - | - |

## Principales villes
- Arimo
- Chubbuck
- Downey
- Inkom
- Lava Hot Springs
- McCammon
- Pocatello